# Liste der Biografien/Voc
Liste der Biografien |
Portal Biografien |
Personensuche
# |
A |
B |
C |
D |
E |
F |
G |
H |
I |
J |
K |
L |
M |
N |
O |
P |
Q |
R |
S |
T |
U |
V |
W |
X |
Y |
Z |
?
 
Va |
Vd |
Ve |
Vh |
Vi |
Vj |
Vl |
Vn |
Vo |
Vr |
Vs |
Vt |
Vu |
Vy
 
Voa |
Vob |
Voc |
Vod |
Voe |
Vof |
Vog |
Voh |
Voi |
Voj |
Vok |
Vol |
Vom |
Von |
Voo |
Vop |
Vor |
Vos |
Vot |
Vou |
Vov |
Vow |
Vox |
Voy |
Voz
Die Liste der Biografien führt alle Personen auf, die in der deutschsprachigen Wikipedia einen Artikel haben. Dieses ist eine Teilliste mit 41 Einträgen von Personen, deren Namen mit den Buchstaben „Voc“ beginnt.

## Voc

### Voca
- Voca, Idriz (* 1997), Schweizer Fussballspieler
- Vocaj, Liridon (* 1993), albanischer Fußballspieler
- Vocaturo, Daniele (* 1989), italienischer Schachspieler

### Vocc
- Voccia, Céline, französische Jazz- und Improvisationsmusikerin (Piano)
- Voccio († 16 v. Chr.), König von Noricum

### Voce
- Voce, Maria (1937–2025), italienische Juristin, Präsidentin der Fokolar-BewegungMaria Voce (1937–2025)

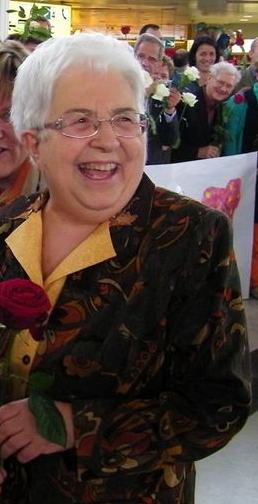
Maria Voce (1937–2025)

- Vocel, Jan Erazim (1802–1871), tschechischer Dichter, Prähistoriker und Historiker
- Vocel, Matěj (* 1997), tschechischer Tennisspieler
- Vocelka, Karl (* 1947), österreichischer Historiker

### Voch
- Vochoska, Václav (* 1955), tschechoslowakischer Ruderer
- Vochtel, August (1894–1977), deutscher Lokomotivführer
- Vöchting, Hermann (1847–1917), deutscher Botaniker

### Vock
- Vock, Alfred (1913–1998), Schweizer Radrennfahrer
- Vock, Alois (1785–1857), Schweizer römisch-katholischer Geistlicher, Pädagoge und Historiker
- Vock, Anna (1885–1962), Schweizer Aktivistin der Lesbenbewegung
- Vock, Bernhard (* 1963), österreichischer Politiker (FPÖ), Abgeordneter zum Nationalrat
- Vock, Erich (* 1962), Schweizer Schauspieler
- Vock, Florian (* 1990), Schweizer Politiker der Sozialdemokratischen Partei (SP)
- Vock, Harald (1925–1998), deutscher Journalist, Drehbuchautor, Hörspielautor, Filmregisseur und Fernsehproduzent
- Vock, Miriam (* 1974), deutsche Erziehungswissenschaftlerin und Hochschullehrerin
- Vock, Uwe (* 1956), deutscher Hochschullehrer
- Vock, Walter Emil (1894–1970), deutscher Archivar
- Vock, Willi (* 1952), deutscher Rechtsanwalt und Hochschullehrer
- Vocke, Alfred (1886–1944), deutscher Bildhauer und Medailleur
- Vocke, Carolus (1899–1979), deutscher Maler, Grafiker und Restaurator
- Vocke, Enno (1925–2018), deutscher Manager
- Vocke, Harald (1927–2007), deutscher Diplomat, Schriftsteller, Verleger und Journalist
- Vocke, Heinrich Burghardt (1853–1913), Bürgermeister und Abgeordneter des Provinziallandtages der Provinz Hessen-Nassau
- Vocke, Jürgen (* 1943), deutscher Jurist, Jagdfunktionär, Politiker (CSU), MdL
- Vocke, Wilhelm (1886–1973), deutscher Finanzfachmann und Bundesbankpräsident
- Vockel, Heinrich (1892–1968), deutscher Politiker (Zentrum, CDU), MdR
- Vockel, Wolfgang (* 1955), deutscher Kommunalbeamter, Bürgermeister von Tauberbischofsheim
- Vockenhuber, Helga (* 1963), österreichische Künstlerin, sowie Bildhauerin
- Vockensperger, Leon (* 1999), deutscher Snowboarder
- Vockerodt, Gottfried (1665–1727), deutscher Pädagoge
- Vockert, Astrid (* 1956), deutsche Politikerin (CDU), MdL
- Vöcking, Hans (* 1940), deutscher Ordensmann und Islamwissenschaftler
- Vöcking, Johannes (* 1949), deutscher Jurist
- Vockner, Josef (1842–1906), österreichischer Komponist und Organist
- Vockroth, Frank (* 1962), deutscher SchauspielerFrank Vockroth (* 1962)

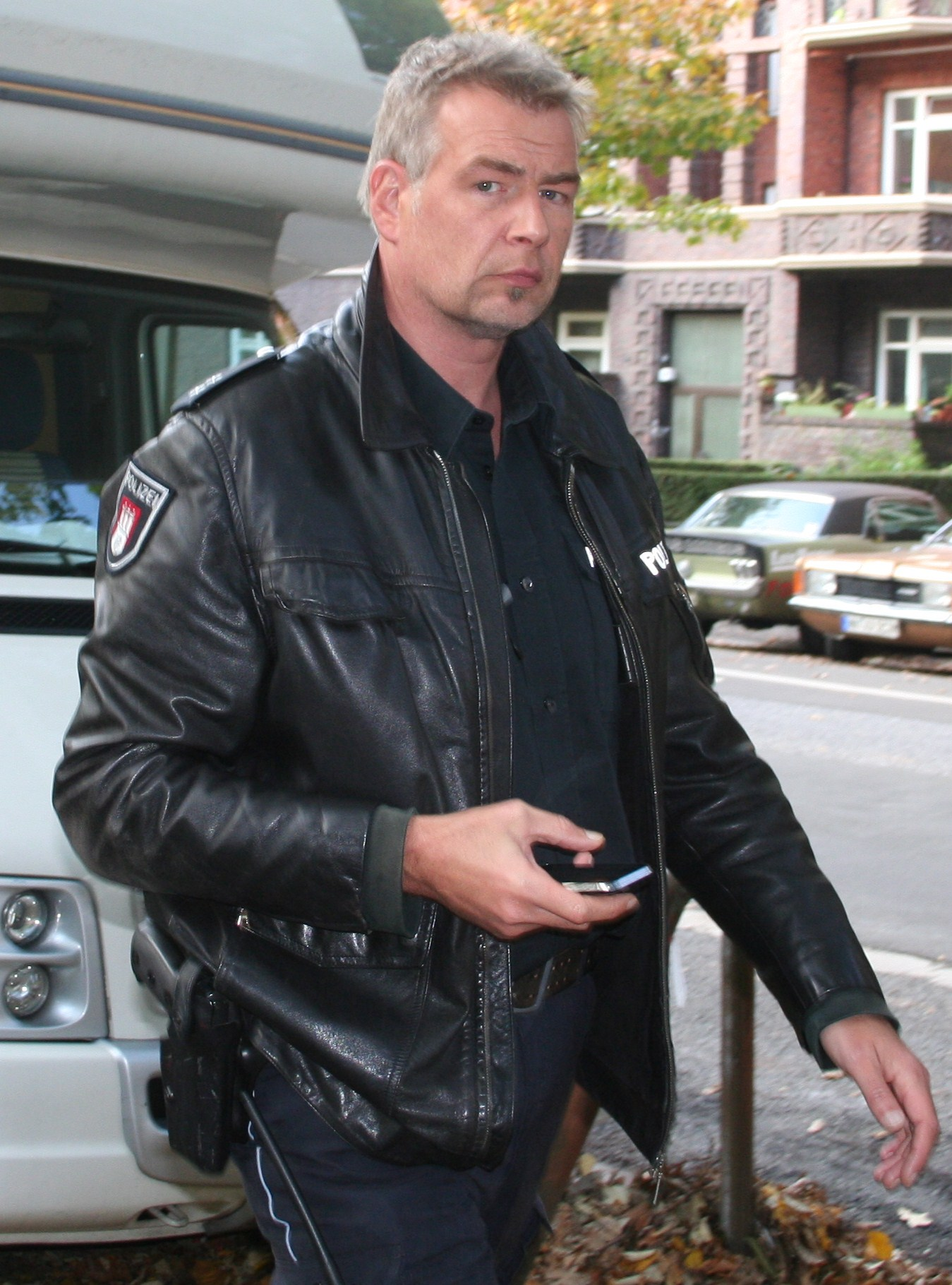
Frank Vockroth (* 1962)

### Voco
- Voconius Saxa Fidus, Quintus, römischer Senator